# Чемпионат мира по бобслею 1981
35-й чемпионат мира по бобслею и скелетону прошёл с 30 января по 8 февраля в 1981 году в городе Кортина-д’Ампеццо (Италия).

## Соревнование двоек
| Золото                                                    | Серебро                                    | Бронза                               |
| Бернхард Гермесхаузен, Ханс-Юрген Герхардт (4:54,27 мин.) | Хорст Шёнау, Андреас Кирхнер (+ 0,81 сек.) | Эрих Шерер, Йозеф Бенц (+ 1,05 сек.) |

## Соревнование четвёрок
| Золото                                                                                   | Серебро                                                                        | Бронза                                                     |
| Генри Герлач, Бернхард Гермесхаузен, Ханс-Юрген Герхардт, Микаэль Трюбнер (4:50,90 мин.) | Ханс Хилтебранд, Курт Полетти, Франц Веинбергер, Франц Исенеггер (+ 2,22 сек.) | Эрих Шерер, Макс Рюгг, Тони Рюгг, Йозеф Бенц (+ 2,86 сек.) |

## Медальный зачёт
| Место | Страна    | Золото | Серебро | Бронза | Всего |
| ----- | --------- | ------ | ------- | ------ | ----- |
| 1     | ГДР       | 2      | 1       | 0      | 3     |
| 2     | Швейцария | 0      | 1       | 2      | 3     |